# Max Magnus Norman

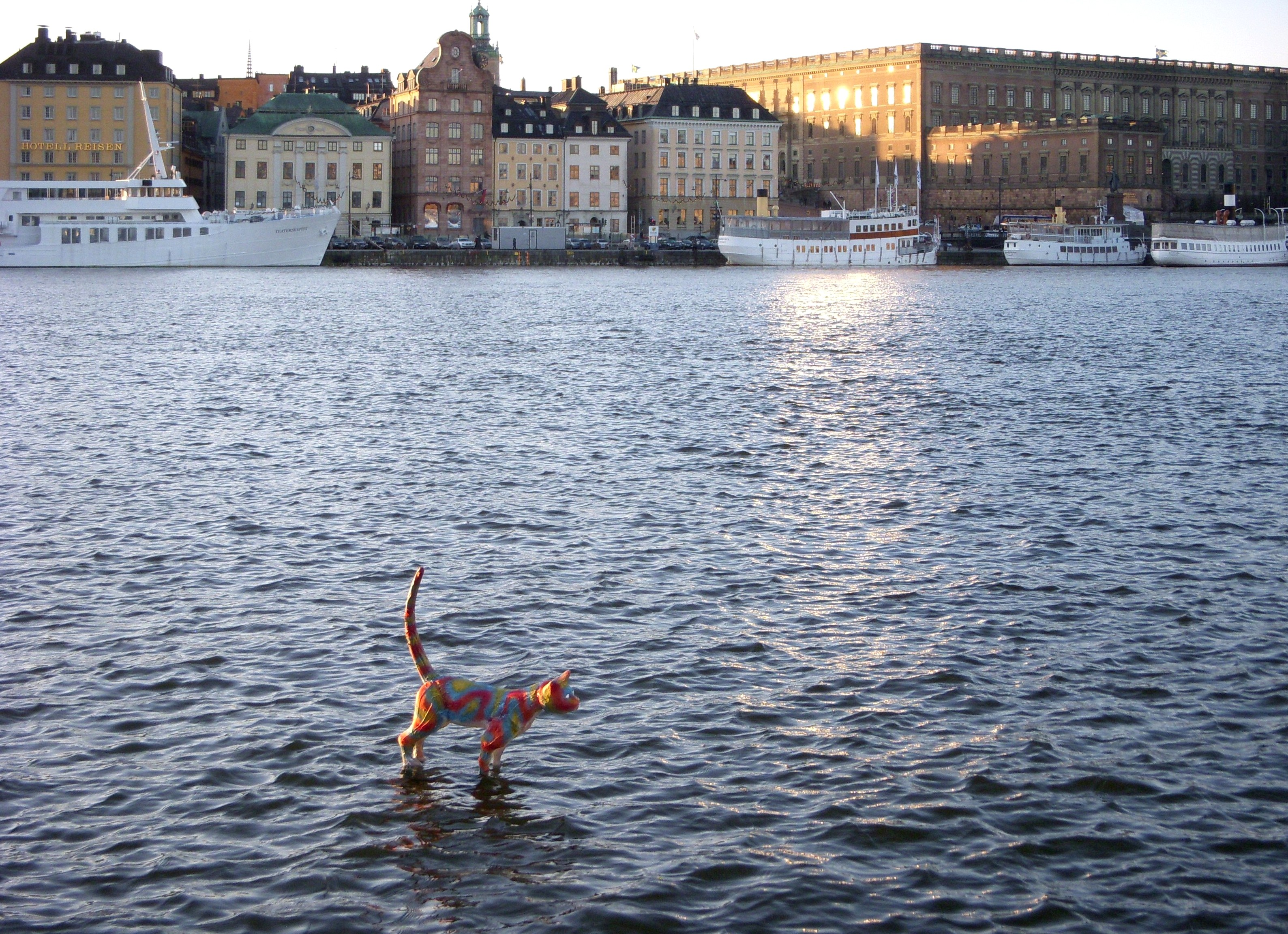
Katten i Stockholms ström 2011.

Cal Henrik Max Magnus Norman, född 30 juli 1973 i Sundsvall, är en svensk gatukonstnär, målare och skulptör.
Max Magnus Norman målar syner och visioner, bilder som dyker upp framför ögonen under meditativa tillstånd eller i drömmar. Dessa syner återger han så exakt som möjligt. Han skulpterar även satiriska figurer och scener.
I ett av Max Magnus Normans mer kända konstprojekt skapade han ett antal omkring en meter höga apor i plast. Dessa apor satte han sedan under en natt i maj 2009 upp över hela Sundsvall, bland andra en ridande på en krokodil i Selångersån och en på ett trafikljus. En del av dessa apor kan ses än i dag[när?], till exempel en som flyger med en ölburk i handen cirka 20 meter över korsningen Köpmangatan/Thulegatan. Projektet efterföljdes 2011 av en liknande uppsättning av katter i Stockholm.

## Bildgalleri

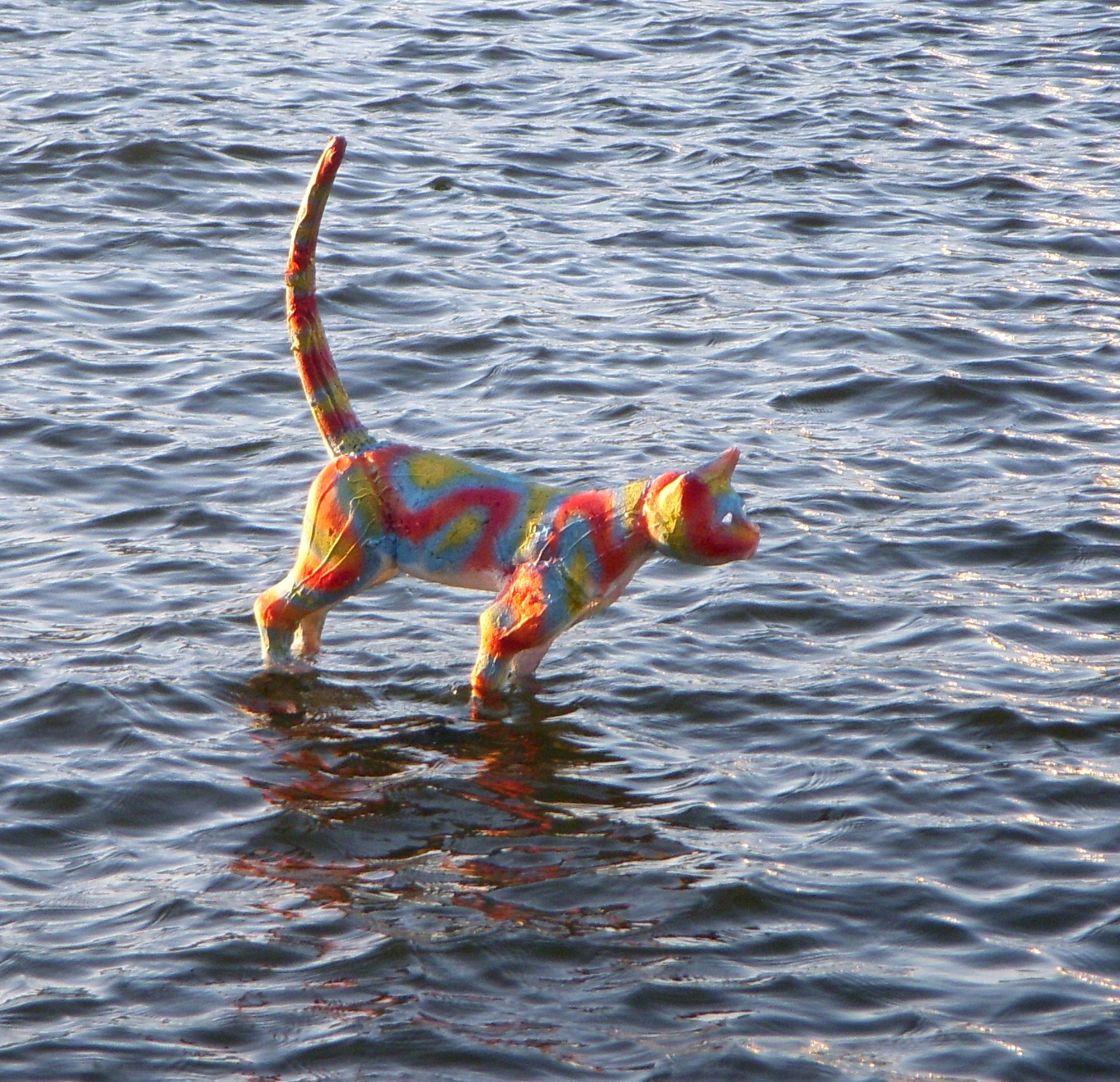
Skulpturen Havskatten
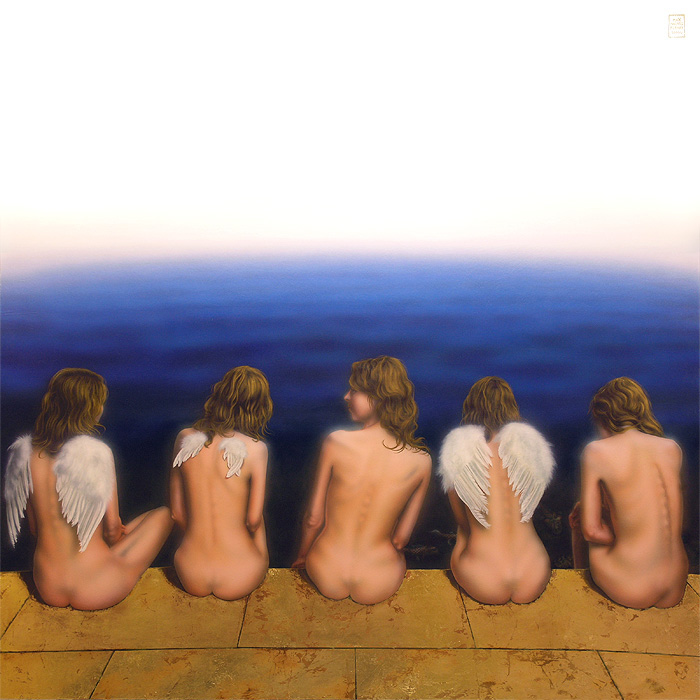
Målningen Änglar på rad
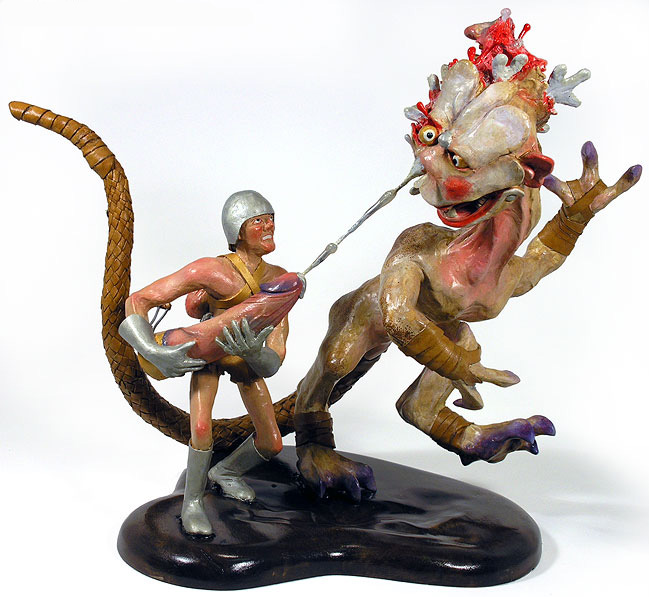
Skulpturen Dödad av strålpistol

## Verk i urval
- Den flygande draken, Stora torget i Sundsvall[källa behövs]
- Kuken ska ha sitt, stadsparken Norra berget i Sundsvall[5]
- Drakonauten, Cybercom, Storgatan i Sundsvall[6]
- Dödad av strålpistol[7]
- Besjälning och Solsug (målningar)[8]